# 爱沙尼亚改革党
愛沙尼亞改革黨是愛沙尼亞自由意志主義政黨。目前領導人為卡娅·卡拉斯。暱稱「松鼠黨」（Oravapartei）。
愛沙尼亞改革黨於1994年由時任愛沙尼亞银行總裁西姆·卡拉斯脫離祖國全國聯合黨（Rahvuslik Koonderakond Isamaa）創立。改革黨自1990年代中期以來參與了愛沙尼亞的大部分政府聯盟，其影響力顯著，尤其是在愛沙尼亞的自由市場和低稅收政策。多任黨魁如西姆·卡拉斯、塔維·羅伊瓦斯、安德魯斯·安西普和卡娅·卡拉斯皆曾擔任總理。2021年改革黨與愛沙尼亞中間黨組成執政聯盟。
該黨目前是國際自由聯盟與歐洲自由民主联盟黨成員。

## 意識型態與議題
愛沙尼亞改革黨遵從自由市場自由主義與弗里德里希·海耶克、米爾頓·傅利曼的自由意志主义思想。改革黨是愛沙尼亞最支持經濟自由主義的政黨。
- 該黨支持不徵收再投資收入的企業稅，並希望消除股息稅。
- 該黨希望能在2011年將單一稅自2007年的22%減少至18%。但由於經濟危機，該項減稅行動在2008年與2009年遭到擱置。
- 該黨原先反對調高增值稅，但在2009年春末因經濟危機而改變其立場以增加預算。增值稅在2009年7月1日從18%上調至20%。
- 該黨希望能停止徵兵並引進志願役制度。[5]

## 外部連結
- 官方网站 （文）